# Robert Herbin
Robert Herbin (født 30. marts 1939 i Paris, død 27. april 2020 i Saint-Étienne) var en fransk fodboldspiller og -træner, der spillede som forsvarer eller midtbanespiller. Han var på klubplan hele sin karriere tilknyttet AS Saint-Étienne, og spillede desuden 23 kampe for det franske landshold. Han var med på det franske hold til EM i 1960 og VM i 1966.